# Arphia ramona
Arphia ramona är en insektsart som beskrevs av Rehn, J.A.G. 1902. Arphia ramona ingår i släktet Arphia och familjen gräshoppor. Inga underarter finns listade i Catalogue of Life.